# Bernard Salomon

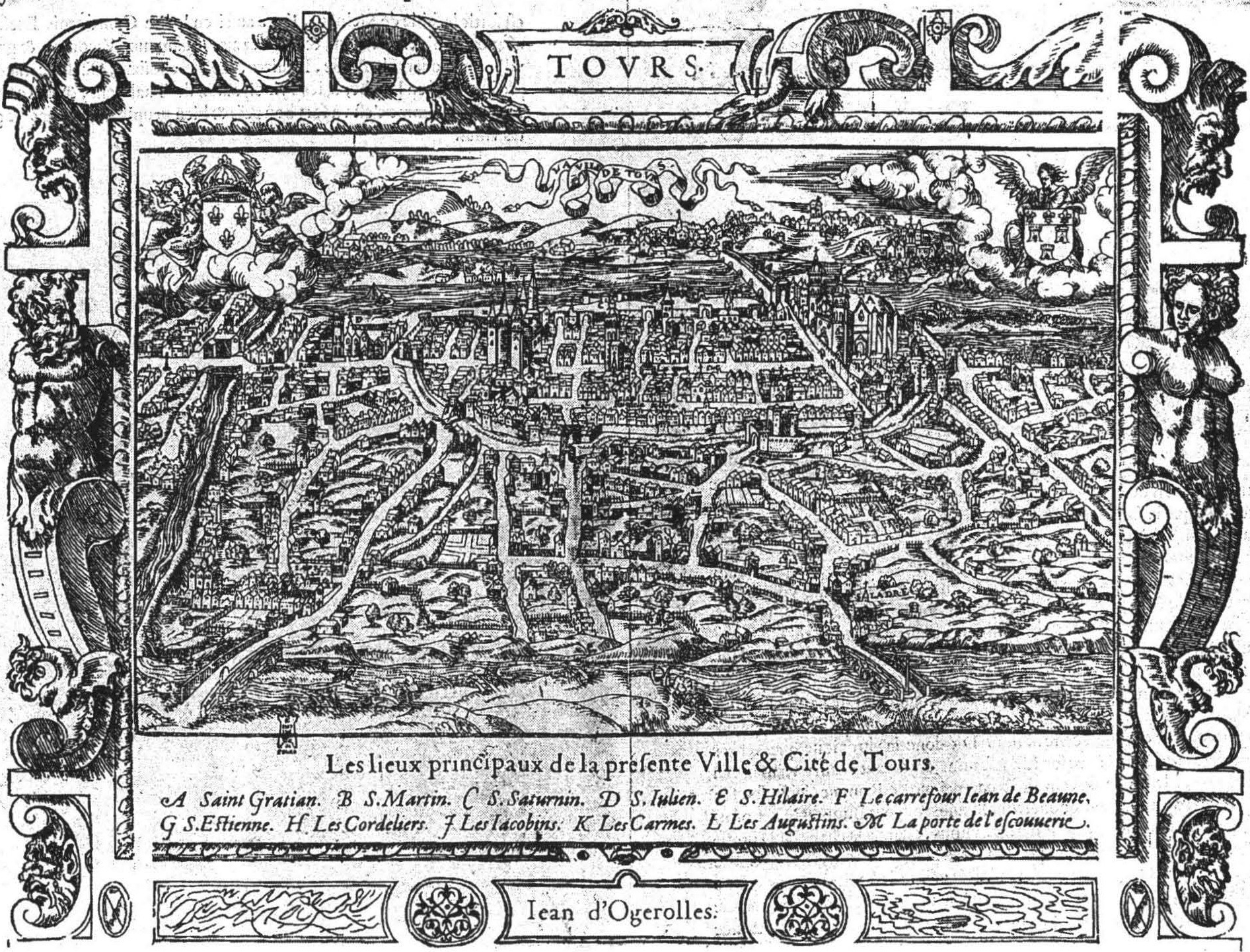
La vívida imagen de la noble villa y ciudad de Tours (1553)

Bernard Salomon, también llamado Le Petit Bernard o Bernardus Gallus (Lyon, 1506–ibidem, 1561) fue un pintor y grabador francés. 

## Biografía
Conocido sobre todo como grabador, desarrolló un estilo ornamental de querencia italiana, dibujo delicado y composiciones de pequeño tamaño, con múltiples personajes y elementos de fantasía, como se denota en su ilustración de los Emblemas de Andrea Alciato (1547). Destacó en la ilustración de libros: Les Quadrins historiques de la Bible (1553), Figures du Nouveau Testament (1533) y Métamorphose d'Ovide figurée (1557).